# Ranunculus munroanus
Ranunculus munroanus är en ranunkelväxtart som beskrevs av James Ramsay Drummond och Stephen Troyte Dunn. Ranunculus munroanus ingår i släktet ranunkler, och familjen ranunkelväxter. Inga underarter finns listade i Catalogue of Life.